# 24 uur van Le Mans 1935

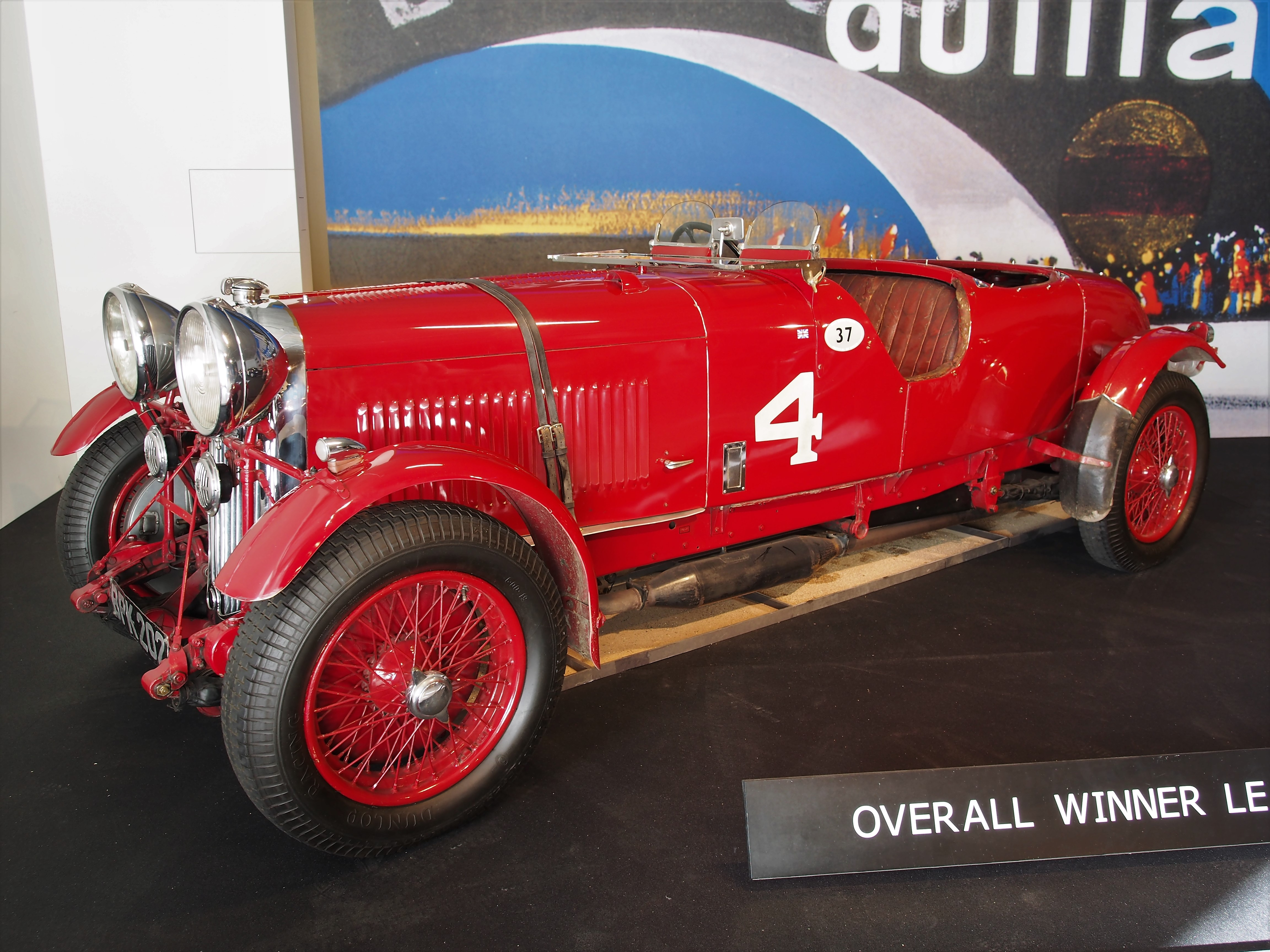
De winnende auto: de Lagonda M45 Rapide #4.

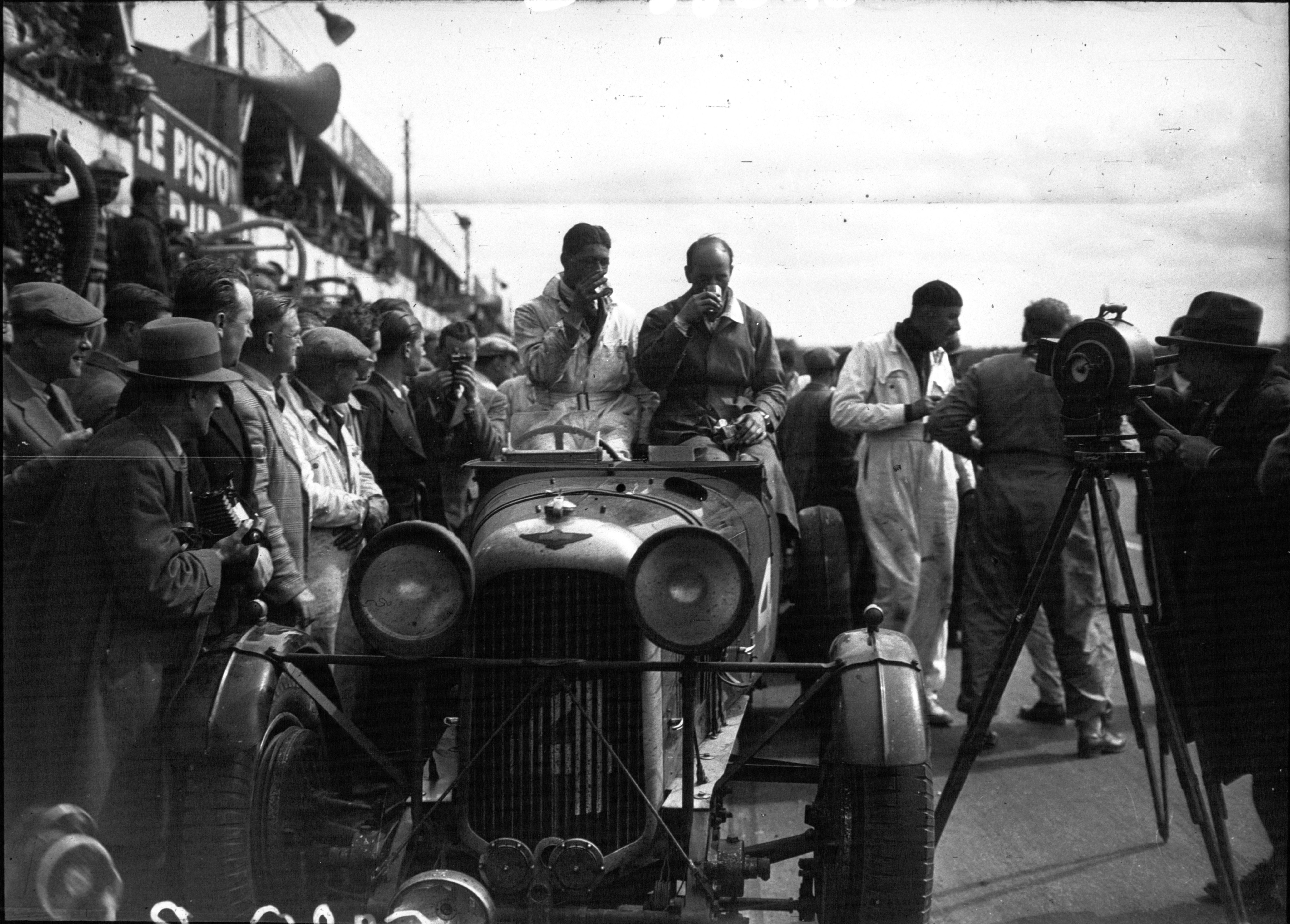
Winnende coureurs Luis Fontés (links) en John Stuart Hindmarsh (rechts) op hun auto.

De 24 uur van Le Mans 1935 was de 13e editie van deze endurancerace. De race werd verreden op 15 en 16 juni 1935 op het Circuit de la Sarthe nabij Le Mans, Frankrijk.
De race werd gewonnen door de Arthur W. Fox #4 van John Stuart Hindmarsh en Luis Fontés, die allebei hun enige Le Mans-overwinning behaalden. De 1.5-klasse werd gewonnen door de R. Eccles/Aston Martin Ltd #29 van Charlie Martin en Charles Brackenbury. De 3.0-klasse werd gewonnen door de Guy Don #21 van Guy Weisweiller en Jean Desvignes. De 2.0-klasse werd gewonnen door de Philippe Maillard-Brune #42 van Philippe Maillard-Brune en Charles Druck. De 1.0-klasse werd gewonnen door de F. Stanley Barnes/Singer Motors Ltd #51 van F. Stanley Barnes en Alf Langley. De 750-klasse werd gewonnen door de John Carr #62 van John Carr en John Barbour.

## Race
Winnaars in hun klasse zijn vetgedrukt. De Riley (Coventry Ltd) #36 en #37 werden gediskwalificeerd omdat zij hulp van buitenaf kregen. De #59 Austin Motor Company werd gediskwalificeerd omdat de brandstof van deze auto te vroeg werd bijgevuld.
| Pos. | Klasse | No. | Team                                 | Coureurs                                                | Chassis                                  | Motor                             | Banden | Ronden |
| ---- | ------ | --- | ------------------------------------ | ------------------------------------------------------- | ---------------------------------------- | --------------------------------- | ------ | ------ |
| 1    | 5.0    | 4   | Arthur W. Fox                        | John Stuart Hindmarsh Luis Fontés                       | Lagonda M45 Rapide                       | Meadows 4.5L S6                   | D      | 222    |
| 2    | 5.0    | 12  | Pierre Louis-Dreyfus                 | Pierre Louis-Dreyfus Henri Stoffel                      | Alfa Romeo 8C-2300 LM                    | Alfa Romeo 2.3L S8 supercharged   | D      | 222    |
| 3    | 1.5    | 29  | R. Eccles/Aston Martin Ltd           | Charlie Martin Charles Brackenbury                      | Aston Martin Ulster                      | Aston Martin 1494cc S4            | D      | 215    |
| 4    | 1.5    | 24  | Riley (Coventry) Ltd                 | Alex van der Becke Colin Richardson                     | Riley Racing MPH 12/4                    | Riley 1496cc S4                   | D      | 208    |
| 5    | 5.0    | 7   | Michel Paris                         | Henri Toulouse Marcel Mongin                            | Delahaye 138 Sport                       | Delahaye 3.2L S6                  | ?      | 207    |
| 6    | 3.0    | 21  | Guy Don                              | Guy Weisweiller Jean Desvignes                          | Alfa Romeo 6C-1750 SS                    | Alfa Romeo 1774cc S6 supercharged | D      | 204    |
| 7    | 1.5    | 38  | Jean Trévoux                         | Jean Trévoux René Carrière                              | Riley Racing MPH                         | Riley 1458cc S6                   | D      | 204    |
| 8    | 1.5    | 33  | Maurice Falkner                      | Maurice Falkner Tom Clarke                              | Aston Martin Ulster                      | Aston Martin 1494cc S4            | D      | 202    |
| 9    | 2.0    | 42  | Philippe Maillard-Brune              | Philippe Maillard-Brune Charles Druck                   | MG K3 Magnette                           | MG 1082cc S4 supercharged         | D      | 202    |
| 10   | 1.5    | 32  | C.T. Thomas                          | C.T. Thomas Michael Kenyon                              | Aston Martin Ulster                      | Aston Martin 1494cc S4            | D      | 199    |
| 11   | 1.5    | 31  | Peter Donkin                         | Peter Donkin Lord Malcolm Douglas-Hamilton              | Aston Martin Ulster                      | Aston Martin 1494cc S4            | D      | 199    |
| 12   | 1.5    | 27  | J. Noël/Aston Martin Ltd             | Mortimer Morris-Goodall Jim Elwes                       | Aston Martin Ulster                      | Aston Martin 1494cc S4            | D      | 196    |
| 13   | 5.0    | 14  | Arthur W. Fox/Dudley Benjafield      | Dudley Benjafield Roland Gunter                         | Lagonda M45 Rapide                       | Meadows 4.5L S6                   | D      | 196    |
| 14   | 3.0    | 26  | Louis Villeneuve                     | Louis Villeneuve André Vagniez                          | Bugatti Type 51A                         | Bugatti 1453cc S8 supercharged    | D      | 195    |
| 15   | 1.5    | 30  | R.P. Gardner                         | A. T. Goldie Gardner Alfred Beloë                       | Aston Martin Ulster                      | Aston Martin 1494cc S4            | D      | 190    |
| 16   | 1.0    | 51  | F Stanley Barnes/Singer Motors Ltd   | F. Stanley Barnes Alf Langley                           | Singer Nine Le Mans Replica              | Singer 973cc S4                   | D      | 183    |
| 17   | 1.5    | 34  | André Hénon                          | André Hénon Roger Rès                                   | Singer Le Mans 1½ Litre                  | Singer 1496cc S4                  | D      | 177    |
| 18   | 1.0    | 45  | Mme Anne-Cécile Rose-Itier           | Anne-Cécile Rose-Itier Robert Jacob                     | SIMCA-Fiat 508 Balilla Sport             | Fiat 999cc S4                     | D      | 172    |
| 19   | 1.0    | 48  | Gordon Hendy                         | Gordon Hendy James Boulton                              | Singer Nine Sports                       | Singer 973cc S4                   | D      | 171    |
| 20   | 1.0    | 54  | Arthur Marsh                         | Arthur Marsh Trevor Guest                               | Singer Nine Le Mans                      | Singer 973cc S4                   | D      | 160    |
| 21   | 1.0    | 46  | Gaston Duval                         | Gaston Duval Jean Treunet                               | BNC Type 527 Sport                       | Ruby 993cc S4                     | D      | 160    |
| 22   | 1.0    | 52  | Raymond Gaillard                     | Raymond Gaillard Maurice Aimé                           | Singer Nine Le Mans                      | Singer 973cc S4                   | D      | 159    |
| 23   | 1.0    | 53  | Jacques Savoye                       | Jacques Savoye Guy Lapchin                              | Singer Nine Le Mans                      | Singer 973cc S4                   | D      | 155    |
| 24   | 1.0    | 56  | George Eyston/MG Cars                | Joan Richmond Eveline Gordon-Simpson                    | MG Midget PA                             | MG 846cc S4                       | D      | 153    |
| 25   | 1.0    | 55  | George Eyston/MG Cars                | Doreen Evans Barbara Skinner                            | MG Midget PA                             | MG 846cc S4                       | D      | 153    |
| 26   | 1.0    | 57  | George Eyston/MG Cars                | Margaret Allan Corinne Eaton                            | MG Midget PA                             | MG 846cc S4                       | D      | 152    |
| 27   | 750    | 62  | John Carr                            | John Carr John Barbour                                  | Austin 7 Sports Speedy                   | Austin 749cc S4                   | D      | 141    |
| 28   | 750    | 60  | Austin Motor Co.                     | Charles Dodson R.J. Richardson                          | Austin 7 EK75 Speedy                     | Austin 749cc S4                   | D      | 138    |
| DNF  | 3.0    | 8   | Antonio Lago/Auguste Bodoignet       | Auguste Bodoignet Gabriel Constant                      | Talbot T150 Baby Sport                   | Talbot 3.0L S6                    | ?      | 181    |
| DSQ  | 1.5    | 36  | Riley (Coventry) Ltd                 | Jean Sébilleau Georges Delaroche                        | Riley Nine MPH                           | Riley 1458cc S6                   | D      | 149    |
| DNF  | 1.5    | 35  | Riley (Coventry) Ltd                 | Freddie Dixon Cyril Paul                                | Riley Nine MPH                           | Riley 1458cc S6                   | D      | 130    |
| DNF  | 1.0    | 44  | Amédée Gordini                       | Amédée Gordini Carlo Nazarro                            | SIMCA-Fiat 508 Balilla Sport Coppa D'Oro | Fiat 996cc S4                     | D      | 129    |
| DNF  | 5.0    | 6   | / Bernard de Souza Dantas            | / Bernard de Souza Dantas Roger Teillac                 | Bugatti Type 57                          | Bugatti 3.3L S8                   | ?      | 129    |
| DNF  | 5.0    | 10  | Earl Howe                            | Earl Howe Brian Lewis                                   | Alfa Romeo 8C-2300 LM                    | Alfa Romeo 2.3L S8 supercharged   | D      | 129    |
| DNF  | 5.0    | 18  | Viscomte Pierre Merlin               | Pierre Merlin Georges d'Arnoux                          | Bugatti Type 55                          | Bugatti 2.3L S8 supercharged      | ?      | 128    |
| DNF  | 5.0    | 11  | Luigi Chinetti                       | Luigi Chinetti Jacques Gastaud                          | Alfa Romeo 8C-2300 LM                    | Alfa Romeo 2.3L S8 supercharged   | ?      | 116    |
| DNF  | 8.0    | 2   | Roger Labric                         | Roger Labric Pierre Veyron                              | Bugatti Type 50 Sports                   | Bugatti 5.0L S8 supercharged      | D      | 116    |
| DNF  | 1.0    | 50  | Singer Motors Ltd                    | Norman Black Roddy Baker                                | Singer Nine Le Mans Replica              | Singer 973cc S4                   | D      | 107    |
| DSQ  | 750    | 59  | Austin Motor Company                 | Pat Driscoll Don Parish                                 | Austin 7 EK75 Speedy                     | Austin 749cc S4                   | D      | 106    |
| DNF  | 2.0    | 39  | Maurice Baumer                       | Maurice Baumer John Ludovic Ford                        | MG K3 Magnette                           | MG 1087cc S4 supercharged         | D      | 99     |
| DNF  | 1.0    | 58  | Philippe Maillard-Brune              | Jean Viale Albert Debille                               | MG J4 Midget                             | MG 739cc S4 supercharged          | D      | 98     |
| DNF  | 3.0    | 22  | Tim Davies                           | Dudley Folland Alfred Pane                              | Frazer Nash Shelsley                     | Gough 1496cc S4 supercharged      | D      | 96     |
| DNF  | 2.0    | 41  | Eddie Hertzberger                    | Eddie Hertzberger Raph                                  | MG K3 Magnette                           | MG 1087cc S4 supercharged         | D      | 92     |
| DNF  | 1.1    | 43  | Équipe de l'Ours G. Boursin          | Marcel Horvilleur Gaston Serff                          | Amilcar CO/4 Spéciale Martin             | Amilcar 1079cc S4                 | D      | 91     |
| DNF  | 750    | 61  | Austin Motor Company                 | Charles Goodacre R.F. Turner                            | Austin 7 EK75 Speedy                     | Austin 749cc S4                   | D      | 89     |
| DNF  | 2.0    | 19  | / Automobiles Derby                  | Gwenda Stewart Charles Worth                            | Derby L8                                 | Derby 1991cc V8                   | ?      | 87     |
| DNF  | 1.5    | 23  | Michael Collier                      | Michael Collier Peter Mitchell-Thomson                  | Frazer Nash TT Replica                   | Gough 1496cc S4                   | D      | 77     |
| DNF  | 3.0    | 20  | Écurie Argo                          | Paul Vallée Albert Blondeau                             | Bugatti Type 35 Spéciale                 | Bugatti 1989cc S8 supercharged    | D      | 74     |
| DNF  | 5.0    | 15  | Raymond Sommer                       | Raymond Sommer Raymond d'Estrez Saugé                   | Alfa Romeo 8C-2300 MM-LM                 | Alfa Romeo 2.3L S8 supercharged   | D      | 69     |
| DNF  | 3.0    | 9   | M. Rekip                             | René Kippeurt Edmont Nebout                             | Bugatti Type 44                          | Bugatti 3.0L S8                   | D      | 64     |
| DNF  | 1.0    | 49  | Singer Motors Ltd                    | Tommy Wisdom Donald Barnes                              | Singer Nine Le Mans Replica              | Singer 973cc S4                   | D      | 57     |
| DNF  | 5.0    | 5   | Daniel Porthault                     | Daniel Porthault Just-Émile Vernet                      | Lorraine-Dietrich B3-6 Le Mans           | Lorraine-Dietrich 3.5L S6         | D      | 52     |
| DSQ  | 1.5    | 37  | Riley (Coventry) Ltd                 | Sammy Newsome Edgar Maclure                             | Riley Nine MPH Six Racing                | Riley 1458cc S6                   | D      | 47     |
| DNF  | 1.5    | 28  | R.E. Tongue/Aston Martin Ltd         | Clifton Penn-Hughes Thomas Fothringham-Parker           | Aston Martin Ulster                      | Aston Martin 1496cc S4            | D      | 45     |
| DNF  | 1.5    | 25  | Riley (Coventry) Ltd/D. Champney     | Elsie Wisdom Kay Petre                                  | Riley Racing MPH 12/4                    | Riley 1496cc S4                   | D      | 38     |
| DNF  | 8.0+   | 1   | Nicolas von Hohenzollern-Sigmaringen | Nicolaas van Roemenië Émile Beghin                      | Duesenberg Model SJ                      | Duesenberg 7.0L S8 supercharged   | D      | 38     |
| DNF  | 5.0    | 16  | Écurie Argo                          | Bernard Chaudé Max Fourny                               | Bugatti Type 51                          | Bugatti 2.3L S8 supercharged      | ?      | 26     |
| DNF  | 1.0    | 47  | Ian Connell/R. Percival              | Ian Connell Nevil Lloyd                                 | Singer Nine Le Mans                      | Singer 989cc S4                   | D      | 17     |
| DNS  | 8.0    | 3   | Treizefonts                          | Charles Richer-Delavau Jacques de Valence de Minardière | Bugatti Type 50 Sports                   | Bugatti 5.0L S8 supercharged      | ?      | 0      |
| DNA  | 2.0    | 40  | George Eyston                        |                                                         | MG K3 Magnette                           | MG 1087cc S4 supercharged         | ?      | 0      |
| DNA  | 8.0    |     | José Maria Pons                      | José Maria Pons                                         | Hispano Suiza                            | Hispano Suiza 7.9L S6             | ?      | 0      |

1923 · 1924 · 1925 · 1926 · 1927 · 1928 · 1929 · 1930 · 1931 · 1932 · 1933 · 1934 · 1935 · 1936 · 1937 · 1938 · 1939 · 1940 - 1948 · 1949 · 1950 · 1951 · 1952 · 1953 · 1954 · 1955 (Ramp) · 1956 · 1957 · 1958 · 1959 · 1960 · 1961 · 1962 · 1963 · 1964 · 1965 · 1966 · 1967 · 1968 · 1969 · 1970 · 1971 · 1972 · 1973 · 1974 · 1975 · 1976 · 1977 · 1978 · 1979 · 1980 · 1981 · 1982 · 1983 · 1984 · 1985 · 1986 · 1987 · 1988 · 1989 · 1990 · 1991 · 1992 · 1993 · 1994 · 1995 · 1996 · 1997 · 1998 · 1999 · 2000 · 2001 · 2002 · 2003 · 2004 · 2005 · 2006 · 2007 · 2008 · 2009 · 2010 · 2011 · 2012 · 2013 · 2014 · 2015 · 2016 · 2017 · 2018 · 2019 · 2020 · 2021 · 2022 · 2023 · 2024